# Агенция по туризма на Катар
Агенцията по туризма (на арабски: هيئة عامة للسياحة – Генерален орган за туризъм) е правителствено учреждение на Катар.
Това е висшият орган по разработката на нормативни актове и регулирането в сферата на туризма в Катар. Отговаря за забележителностите и настаняването на туристите в страната, за разширяването и диверсифицирането на туристическия сектор, както и за засилване на ролята на туризма за икотомиката на Катар и в бъдещия ѝ растеж.
Работата на туристическия орган се ръководи съгласно Националната стратегия за туристическия сектор на Катар 2030, публикувана през февруари 2014 г. с цел съставяне на план за бъдещото развитие на сектора.

## Визова политика

### Безвизов режим
От гражданите на страните от Съвета за сътрудничество на арабските държави в Персийския залив (ССАДПЗ) – Бахрейн, Кувейт, ОАЕ, Оман, Саудитска Арабия, не се изискват визи при влизане в Катар.

### Виза за гостуване
Специалисти от определени професии, живеещи в страните от ССАДПЗ, както и придружаващите ги лица, могат да получат виза за гостуване при пристигането си в Катар. Еднократната входна виза, получаема срещу такса от 100 катарски риала, платима с кредитна карта, е валидна за 30 дни и може да бъде ппродължена за срок от оше 3 месеца. От такива посетители при влизане в Катар може да бъдат поискани официални документи, удостоверяващи тяхната професия.

От гражданите на изброените по-долу 34 страни не се изисква предварително кандидатстване за виза. Те могат да получат разрешение за безвизово влизане след пристигане в Катар. Това разрешение е валидно за срок от 180 дни, считано от датата на неговото издаване, като притежателят му може да остане до 90 дни в Катар, в рамките на еднократно пътуване или многократни пътувания.
- Австрия
- Бахамски острови
- Белгия
- България
- Германия
- Гърция
- Дания
- Естония
- Исландия
- Испания
- Италия
- Кипър
- Латвия
- Литва
- Лихтенщайн
- Люксембург
- Малайзия
- Малта
- Нидерландия
- Норвегия
- Полша
- Португалия
- Румъния
- Сейшели
- Словакия
- Словения
- Турция
- Унгария
- Финландия
- Франция
- Хърватия
- Чехия
- Швейцария
- Швеция

От гражданите на изброените по-долу 46 страни не се изисква предварително кандидатстване за виза. Те могат да получат разрешение за безвизово влизане след пристигане в Катар. Това разрешение е валидно за срок от 30 дни, считано от датата на неговото издаване, като притежателят му може да остане до 30 дни в Катар, в рамките на еднократно пътуване или многократни пътувания. Това разрешение може да бъде удължено за още 30 дни.
- Австралия
- Азербайджан
- Андора
- Аржентина
- Беларус
- Боливия
- Бразилия
- Бруней
- Ватикан
- Великобритания
- Венецуела
- Гвиана
- Грузия
- Еквадор
- Канада
- Китай
- Колумбия
- Коста Рика
- Куба
- Индия
- Индонезия
- Ирландия
- Казахстан
- Ливан
- Малдиви
- Мексико
- Молдова
- Монако
- Нова Зеландия
- Панама
- Парагвай
- Перу
- Русия
- Сан Марино
- САЩ
- Северна Македония
- Сингапур
- Суринам
- Тайланд
- Украйна
- Уругвай
- Хонг Конг
- Чили
- Южна Африка
- Южна Корея
- Япония

### Туристическа виза
Посетители на Катар, пътуващи със самолет на дадена авиолиния могат да кандидатстват по интернет за издаване на туристическа виза за Катар. За целта от посетителите се изисква:
- да попълнят онлайн формуляр,
- да прикачат изискваните документи (включително сканирано копие на паспорт и лични снимки),
- да предоставят резервация за двупосочен самолетен билет (с пристигане и заминаване),
- да извършат плащане по интернет с валидна кредитна карта.

Посетителите, пътуващи до Катар с Катарските авиолинии, могат да заявят процес за кандидатстване за туристическа виза за Катар за пътниците и придружаващите ги лица по същата резервация.

### Транзитна виза
Гражданите на всички чужди държави, които пътуват транзитно през Катар с Катарските авиолинии, имат право да кандидатстват за безплатна 96-часова транзитна виза. Те обаче трябва да отговарят на определени условия, тъй като визите се издават само по преценка на Министерството на вътрешните работи на Катар.